# Choriantha popoviana
Choriantha popoviana är en strävbladig växtart som beskrevs av H. Riedl. Choriantha popoviana ingår i släktet Choriantha och familjen strävbladiga växter. Inga underarter finns listade i Catalogue of Life.